# Síntesi total
La síntesi total en química orgànica és, en principi, la síntesi química completa de molècules orgàniques complexes a partir de les seves peces més petites, normalment sense l'ajut de processos biològics. En la pràctica, aquestes peces més petites estan disponibles comercialment en quantitats en brut o en semibrut, i sovint són precursors petroquímics. De vegades productes naturals en brut (per exemple sucres) es fan servir com material de partida. Les molècules objectiu poden ser productes naturals (biomolècules) o compostos orgànics.
El seu concepte oposat és la semisíntesi

## Història
La primera demostració de síntesi orgànica total la va fer Friedrich Wöhler amb la síntesi de la urea el 1828, i la primera síntesi total amb finalitat comercial la va fer Gustaf Komppa amb la síntesi de la càmfora el 1903.
Actualment, la síntesi total sovint es justifica com un terreny de joc per al desenvolupament de noves reaccions i vies en la química. De vegades la síntesi total inspira el desenvolupament de nous mecanismes, catalitzadors o tècniques.

## Exemples
Exemples clàssics són la síntesi total del colesterol, cortisona, estricnina, àcid lisèrgic, reserpina, clorofil·la, colquicina, vitamina B₁₂ i prostaglandina F-2a pel guanyador del Premi Nobel Robert Burns Woodward, entre 1945 i 1976. Un altre exemple és la síntesi total de la quinina, que es va fer fa 150 años. En alguns casos, les estructures de les molècules assignades per mètodes espectroscòpics es va veure que eren equivocades, quan es va procedir a fer-ne la síntesi.
Elias James Corey guanyà el Premi Nobel de Química el 1990 pels seus assoliments en la síntesi total i el desenvolupament de l'anàlisi retrosintètica. El 2005, el grup de Corey publicà una síntesi total de l'aflatoxina, i el 2006 una síntesi total de l'oseltamivir.